# توم ميدندورب
توم ميدندورب (بالهولندية: Tom Middendorp)‏ (ولد 6 سبتمبر 1960) هو قائد القوات البرية الهولندية، ورئيس هيئة الدفاع الحالي للقوات المسلحة الملكية الهولندية.